# Płonąca gwiazda
Płonąca gwiazda (ang. Flaming Star) – amerykański film z 1960 roku, w reżyserii Dona Siegla. Główne role zagrali Elvis Presley i Steve Forrest. Jest to szósty film w karierze aktorskiej Presleya.

## Fabuła
Sam Burton wziął sobie za drugą żonę Neddy; mieli jednego syna – Pacera. Wiele lat później, biali i plemię Kiowa stają na granicy wojny, rodzice Pacera zostają zabici. Pacer postanawia pomóc Indianom w walce, lecz jego przyrodni brat Clint, zamierza pomóc białym.

## Obsada
- Elvis Presley – Pacer Burton
- Steve Forrest – Clint Burton
- Barbara Eden – Rosalyn Pierce
- Dolores del Río – Neddy Burton
- John McIntrie – Sam Barton
- Rodolfo Acosta – Buffalo Horn
- Karl Swenson – Dread Pierce
- Ford Rainey – Doc Phillips
- Richard Jaeckel – Angus Pierce
- Anne Benton – Dorothy Howard
- L.Q. Jones – Tom Howard
- Douglas Dick – Will Howard
- Tom Reese – Jute
- Marian Goldina – Ph’sha Knay